# الموالد في مصر
الموالد في مصر أو الموالد الشعبية هي إحدى التقاليد المصرية العريقة، وهي عبارة عن احتفالات دينية وشعبية تُقام بمناسبة ذكرى ميلاد بعض الشخصيات الدينية والتاريخية المهمة. تلك المناسبة تتميز بالروحانية والتجمعات التي تحتفل بها العائلات والشخصيات العامة، وتمثل جزءًا من التراث الشعبي المصري. تعد الموالد جزءًا من نسيج الحياة الاجتماعية في مصر، وتُعرف بأنها تجمع بين الطقوس الدينية والعادات الشعبية، وتشهد أيضاً أجواء من الترفيه وبيع المأكولات والحلوى والعروض، وكذلك تمثل نوعاً من الوظائف والأعمال التي يمارسها الكثير من الأشخاص حتى صارت عملهم الأصلي.
وعلى الرغم من أن مصطلح "المولد" يُقصد به الاحتفال بيوم ميلاد شخص كما يتضح من لفظه معجمياً، إلا أن الغاية الرئيسية منه تمثلت - ولا تزال - في تمجيد شخصية دينية وإحياء ذكراها، بغض النظر عن مراعاة تقويم بعينه يحدد ميلاده بدقة. كما يهدف الاحتفال إلى ترويج الاعتقاد في شخص الولي أو القديس، استمراراً للترابط بين المعتقد الشعبي والشعائر الدينية المقدسة.
بحسب بعض المؤرخين يرجح أن أصل الموالد إلى العادات المصرية القديمة، وأيضاً كانت ظاهرة للحقبة القبطية حيث يجتمع المسيحيون حول مدفن أو ضريح الولى أو القديس أو الشهيد ويقدمون له المدائح والأغانى الشعبية، هناك العديد من الموالد القبطية المستمرة حتى الآن.
أنتقلت هذه العادة لاحقاً إلى المسلمين في مصر ويرجح المؤرخين أن بداية الموالد الإسلامية في مصر بدأت منذ القرن التاسع الهجري، وصار لديهم العديد من الموالد للعديد من الشخصيات الدينية سواء آل البيت أو الأولياء، مثل مولد الحسين والسيدة زينب والسيدة نفيسة، أو مولد البدوي ومولد إبراهيم الدسوقي ومولد عبد الرحيم القنائي ومرسي أبو العباس وأبو حجاج الأنصاري.

## تاريخ الموالد
تعود عادة إقامة الموالد في مصر إلى العصور القديمة، تشير النصوص المصرية إلى "الاحتفال" أو "العيد"، لاسيما في عصر إمبراطورية الدولة الحديثة، بالإضافة إلى "المواكب الدينية" التي كانت تُقام تمجيداً للآلهة وتضرّعاً لها.

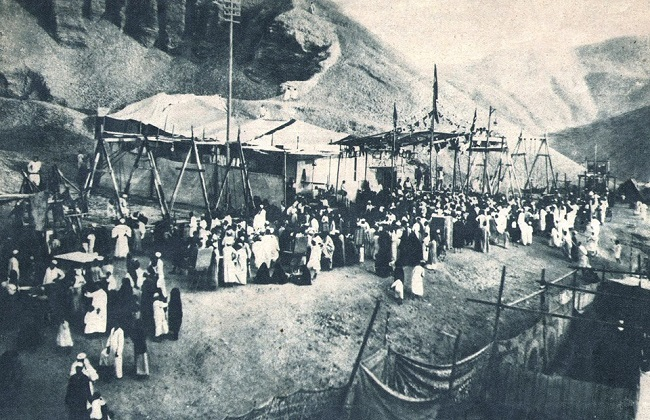
صورة من مولد الحسين في مصر في حقبة الثلاثنيات عند سفح جبل الدراسة

وصوّرت نقوش جدران المعابد المصرية احتفالات بأعياد دينية عديدة، أبرزها على سبيل المثال عيد الإله "مين"، وعيد زيارة الإله آمون لمعبد الأقصر، الذي كان يُطلق عليه عيد "أوبت" الكبير، وهو يوافق خروج موكب الفرعون، وتتقدمه القرابين التي يعتزم الكهنة ذبحها في هذه المناسبة، في حين تنقل سفن عبر نهر النيل عدداً من الكهنة، يرافقون سفينة تحمل "هيئة" الإله آمون في أبهى زينة، إلى أن ينتهي الموكب الاحتفالي في المعبد وتُقدّم القرابين.
ومع دخول المسيحية مصر في منتصف القرن الأول الميلادي، أخذت الاحتفالات الدينية شكلاً مغايراً عُرف بأعياد القديسين، من منطلق تكريم شخصية حملت صبغة القداسة في الوعي الجمعي لأفراد يعتقدون فيها، ويقيمون لها صلوات مع ذكر معجزاتها وسيرة حياتها، وتقديم النذور والشموع والذبائح لإطعام الفقراء، كي "تشفع" لهم عند الله لقضاء حاجتهم.
ثم دخل الإسلام مصر عام 642 ميلادياً بثقافة الاحتفالات الدينية المجردة من تقديس أشخاص، تمثّلت في مناسبات دينية محددة، كالاحتفال الرمزي بشهر رمضان، وعيد الفطر وعيد الأضحى، إلى أن تولى الفاطميون حكم مصر وأسّسوا فيها خلافتهم عام 969 ميلادياً، فأدخلوا ثقافة الاحتفالات الشعبية والدينية، التي استمرت حتى الآن، وكان من بينها الاحتفال بـ "موالد أولياء الله"، وأعياد أقيمت من منطلق الدعاية للدولة الفاطمية وحكامها في ذلك الوقت.
ظلت الموالد محل اهتمام الرحّالة الذين جاءوا إلى مصر عبر عصورها وقدموا وصفاً لكثير من طقوسها بأسلوب رشيق، بلغ حد الطرافة أحياناً، وهو ما دفع العالم الفرنسي، جاسبار دي شابرول، أحد علماء الحملة الفرنسية على مصر (1798-1801)، في دراسته عن عادات وتقاليد المصريين المحدثين ضمن دراسات كتاب "وصف مصر" إلى أن يصف البلاد بأنها "خليط مضطرب من العادات والتقاليد تعود إلى أصول متنوعة تنتج عن أسباب كثيرة"، وتساءل "هل كان يمكن للأمر أن يكون على نحو آخر، في بلد يمكن القول إن كافة الأمم قد اختلطت فيه؟"
أيضاً قام الإنجليزي جوزيف وليام ماكفرسون والذي عمل في مصر لأكثر من 25 عاماً بنشر كتاب عام 1946 تحت عنوان (الموالد في مصر) والذي تناول ظاهرة الموالد في مصر، والذي يرى أن الموالد ظاهرة اجتماعية عريقة في القدم، ترجع أصولها إلى احتفال المصريين القدماء بأعياد آلهتهم - مثل أوزيريس وعيد عروس النيل وغير ذلك من الأعياد السنوية التي يمكن اعتبارها موالد من باب التجوز. إنما ظهرت الموالد - بمعناها المتعارف عليه الآن - في مصر الإسلامية في القرن السابع الهجري (الثالث عشر الميلادي)؛ وقد كانت في أول أمرها احتفالات دينية شعبية محضة، ثم أخذت تكتسب الصفة الرسمية بعد ذلك شيئا فشيئا ابتداء من القرن التاسع الهجري.

## طرق الاحتفال والأنشطة
هناك العديد من الأنشطة والطقوس التي يمارسها المصريون في الموالد، سواء كانت دينية أو اجتماعية أو ثقافية، وهي تختلف من مولد إلى آخر ومن مدينة إلى أخرى، لكنها غالبًا ما تتسم بجو من الاحتفال الجماعي والروحانية، ومنها:

### إقامة الصلاة والعبادات الدينية

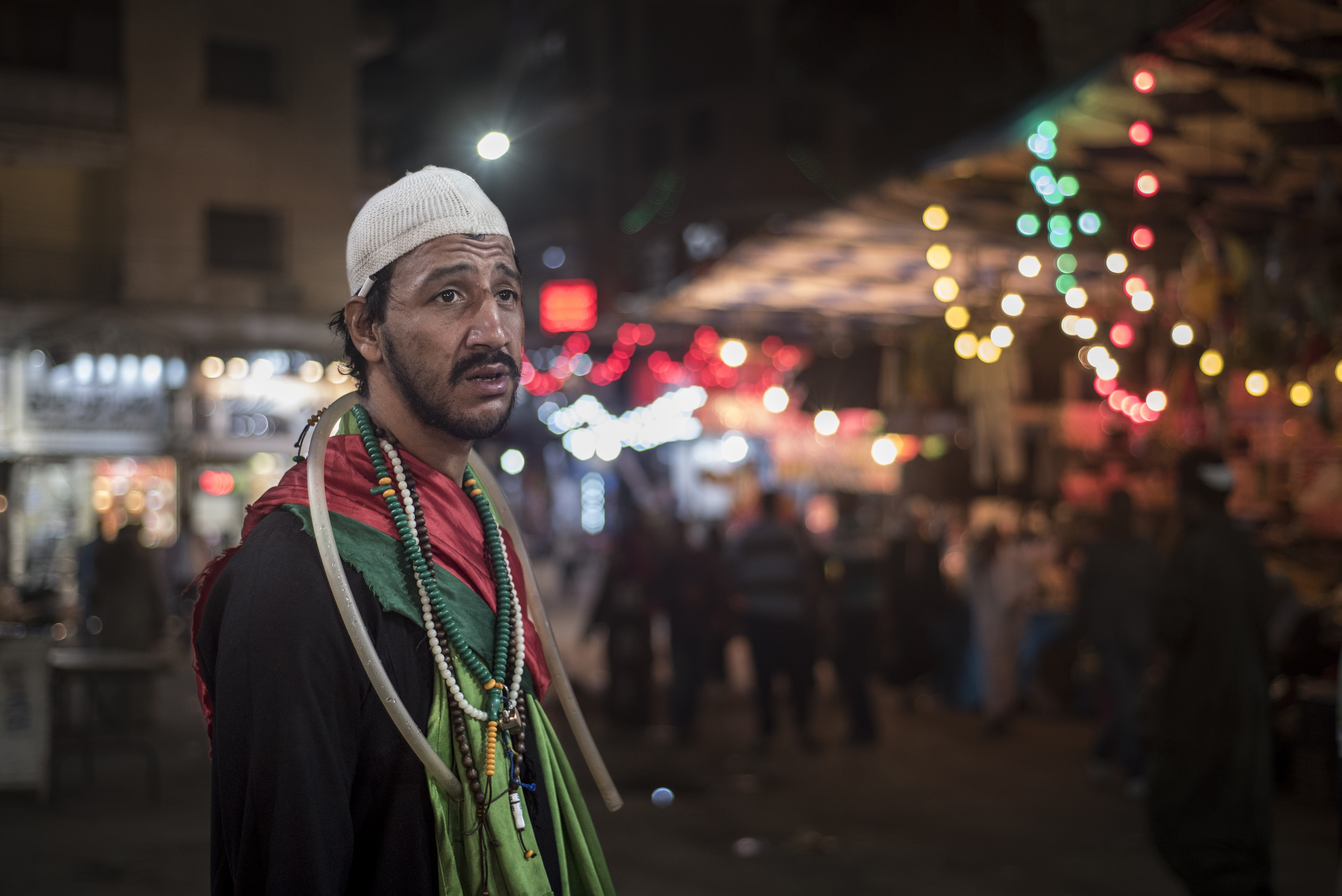
أحد المتصوفين يقوم بسقاية زائري أحد الموالد

حيث تقام في الموالد العديد من الصلوات الجماعية، حيث يشارك فيها الناس في المساجد أو الكنائس أو الأديرة حسب السياق الديني (الإسلامي أو المسيحي).
في الموالد الإسلامية، يُستحب قراءة القرآن الكريم، والتضرع بالدعاء، وترديد الأدعية الخاصة بالشخصيات الدينية، وفي الموالد المسيحية، تقام القداسات والصلوات الخاصة بالقديسين المحتفل بذكرى ميلادهم، وتُقام الترنيمات الدينية.

### زيارة للأضرحة والمقامات الدينية
مثل الأولياء الصالحين، والقديسين، والأئمة. في هذه الزيارات يقوم الزوار بالدعاء أو طلب البركة، ومن أشهر الأماكن التي يزورها الناس في الموالد: مقام الإمام الحسين في القاهرة، ومقام السيد البدوي في طنطا.

### الاحتفالات الشعبية والمهرجانات

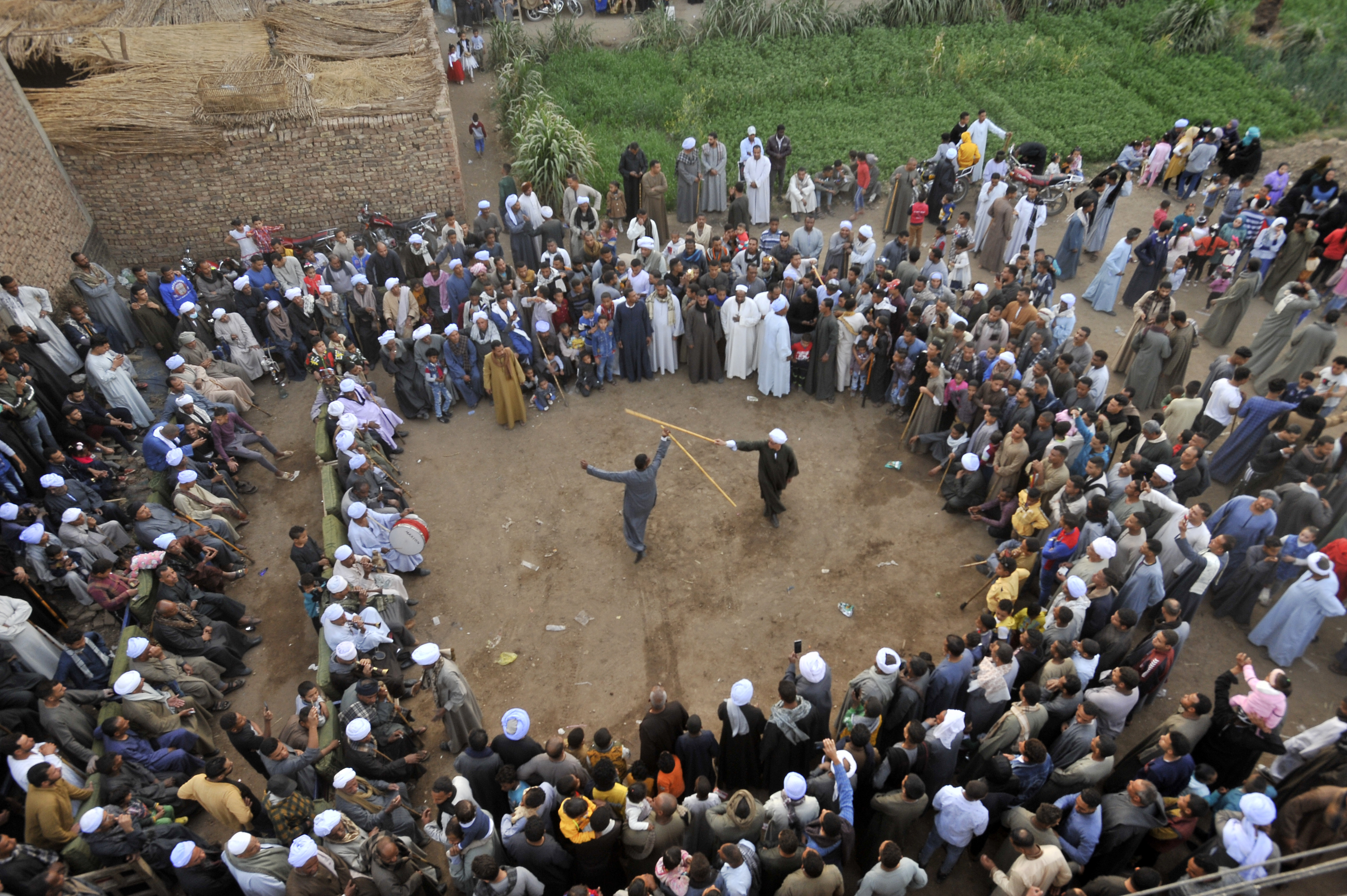
التحطيب في صعيد مصر، وهو أحد أبرز الطقوس في الموالد

تُنظم العديد من الأنشطة الاحتفالية مثل العروض الفلكلورية والرقصات الشعبية، والتي تعكس الثقافة المصرية التقليدية، في بعض الموالد، يتم تنظيم عروض مسرحية أو موسيقية، مثل فرق السمسمية أو الربابة التي تقدم عروضًا تتعلق بالتراث الشعبي، أو منافسة التحطيب والمرماح خاصة في مدن الصعيد، وأيضاً قد تُقام مواكب دينية تتمثل في حملات للأعلام أو الشموع، ويشارك فيها الأهالي بشكل جماعي.

### شراء الحلوى والهدايا
حلوى المولد هي جزء أساسي من الموالد، حيث يشتري الناس الحلويات التقليدية مثل الحمصية، الملبن، السمسمية، الزلابية، والقطايف وكوز العسل، أو هدايا مثل الطراطير الملونة والعصي الملونة أو المزمار وغيرها.

### الولائم والمأدب
يقيم البعض مأدبات كبير ويشتركون في الطعام التقليدي المعد خصيصًا لهذه المناسبة، إما أن تكون ولائم عائلية بغرض لم الشمل أو ولائم لإطعام الفقراء.

### الأسواق والمهرجانات الشعبية
في كثير من الموالد تُقام أسواق خاصة لبيع مختلف أنواع السلع مثل الحلوى والملابس والعرائس والهدايا التذكارية، وتعتبر الأسواق تعتبر جزءًا مهمًا من الاحتفالات، حيث يقوم الناس بالتجول في هذه الأسواق التي تمتلئ بالحركة والأنوار والموسيقى.

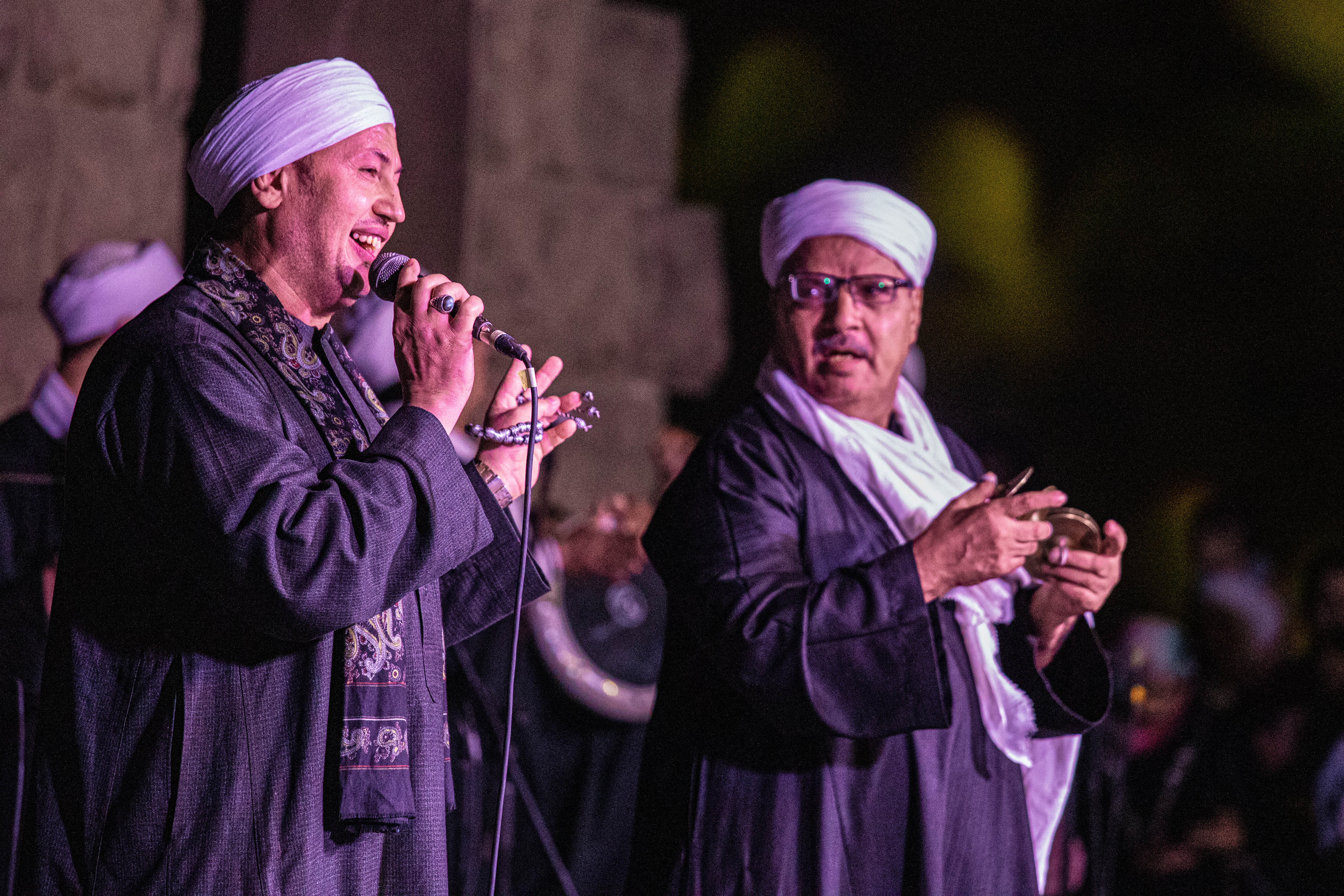
للصورة للمداح في أحد الموالد

### الرقصات الدينية والروحانية
في بعض الموالد خاصة تلك التي تُقام في الصعيد يُمارس الرقص الديني مثل الرقص المولوية أو الرقص الصوفي، حيث يؤدي المتصوفون أو المشاركون في الاحتفال حركات دائرية كجزء من الطقوس الروحية.
هذه الرقصات تعد وسيلة لتكريم الشخصيات الدينية والشعور بالاتصال الروحي.

### الألعاب والأنشطة للأطفال
في بعض الموالد، توجد أنشطة موجهة للأطفال، مثل المراجيح (الأرجوحات) والرماية والتحديات وربما وركوب الخيول، يتم تجهيز ألعاب نارية أو أضواء ملونة في بعض الموالد لتضفي مزيدًا من البهجة على الاحتفالات.

### بيع المنتجات والتذكارات

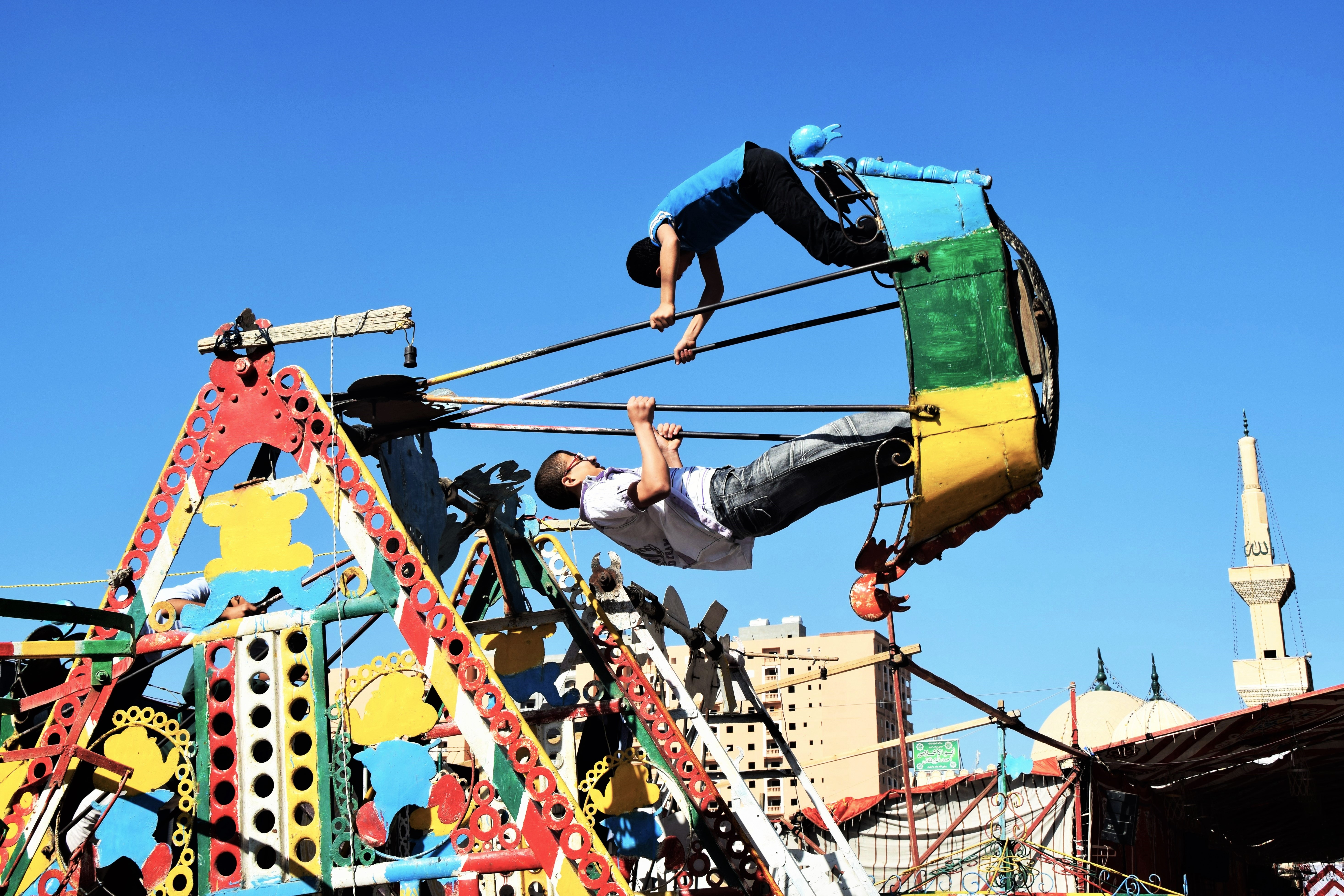
اطفال يتأرجحون في الهواء في احد مراجيح الموالد الشعبيه

يشارك الناس في شراء العديد من المشغولات اليدوية مثل السجاد، والأواني الفخارية، والتماثيل الصغيرة

### التبرعات والصدقات
كثير من الموالد تكون فرصة للتبرع بالفقراء والمحتاجين، حيث يقوم الناس بتوزيع الطعام والمال على من هم بحاجة إليه.
يُعتبر توزيع الصدقات جزءًا من الأعمال الصالحة التي يُشجع عليها في هذه المناسبات.

## أنواع الموالد في مصر
ويصعب تقسيم "الموالد" في مصر إلا أنه يمكن تصنيفها بحسب أهميتها الدينية وحجم الاحتفال بها، كموالد أولياء "كبرى"، مثل موالد السيدة زينب، والحسين، والسيدة نفيسة في مدينة القاهرة، وموالد بعض أولياء رجال الصوفية، مثل مولد المرسي أبو العباس في مدينة الإسكندرية، ومولد السيد أحمد البدوي في مدينة طنطا، ومولد السيد إبراهيم الدسوقي في مدينة دسوق، وهي موالد عامة لا يقتصر الاحتفال فيها على أتباع بعينهم، بل يشارك فيها الجميع، ومنهم من يأتي من مدن أخرى للاحتفال، وذلك مقارنة بموالد "صغرى" يُحتفل بها على نطاق ضيق محلي في قرى متفرقة في شتى أرجاء مصر.

### موالد إسلامية
هناك موالد إسلامية لآل البيت وأبرزها:
- المولد النبوي الشريف: والذي يتم الإحتفال به في يوم 12 ربيع أول من كل عام في جميع أنحاء مصر، وهو يعد من العطلات الرسمية في مصر.
- مولد الحسين: ويتم الإحتفال بمولده مرتين في العام، الأول في اليوم الثالث من شهر شعبان عام 4 للهجرة، ومرة أخرى في الأسبوع الأخير من شهر ربيع الآخر بـ"المولد الثانى" وهى ذكرى وصول رأسه من مدينة عسقلان.
- مولد السيدة زينب: ويتم الإحتفال به في منطقة مسجد السيدة زينب بحي السيدة في القاهرة.
- مولد السيدة نفيسة:

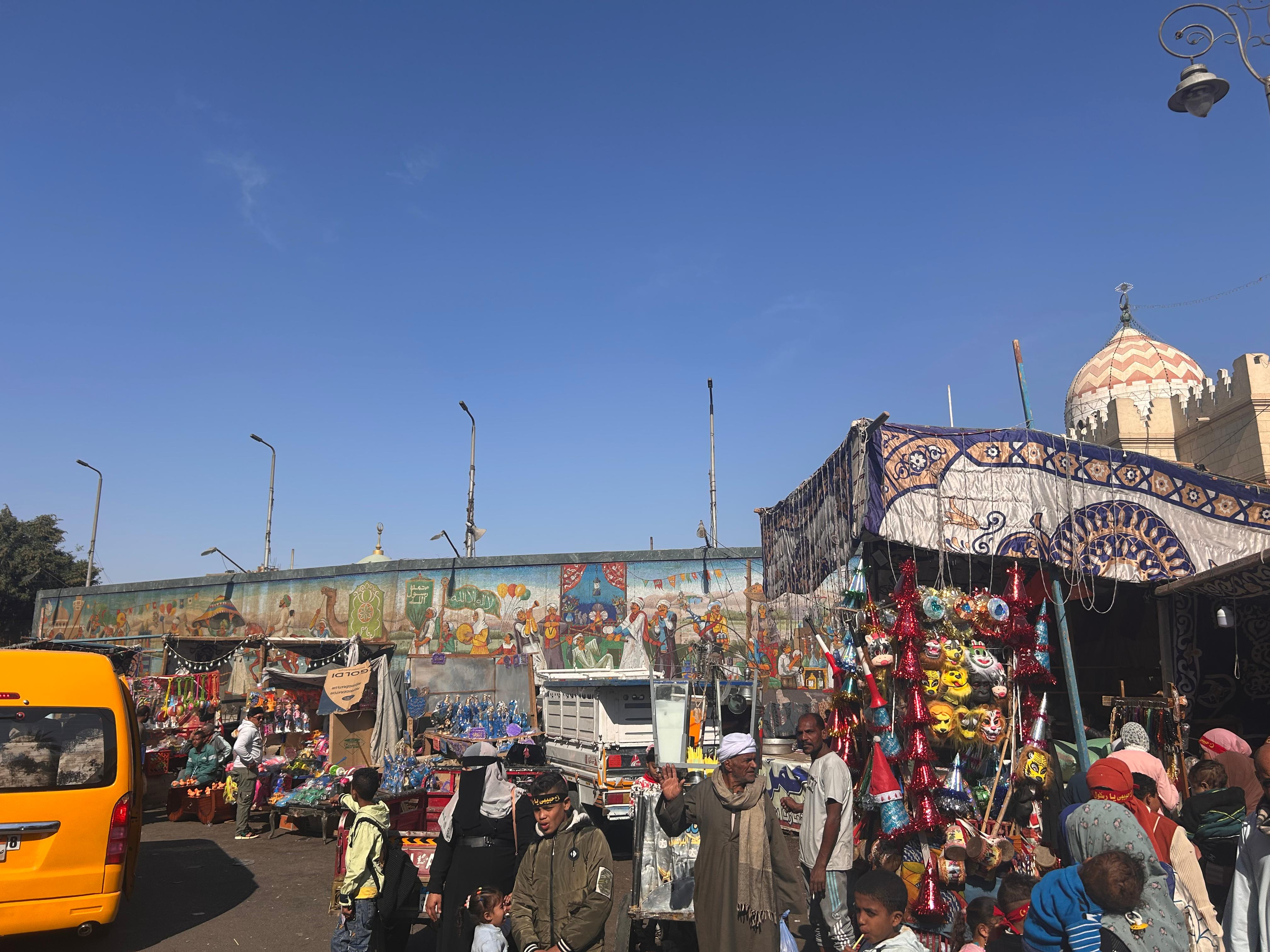
صورة من مولد سيدي عبد الرحيم القنائي

وهناك موالد تتبع الأولياء والشيوخ مثل:
- مولد السيد البدوي: يُعد مولد السيد البدوي في مدينة طنطا من أشهر الموالد في مصر، ويُحتفل به سنويًا في شهر أكتوبر. يزور الآلاف من المصريين طنطا في هذا اليوم للتبرك، ويستمر الاحتفال لمدة عدة أيام يتخللها مواكب دينية واحتفالات ثقافية.
- مولد إبراهيم الدسوقي: والذي قام في مدينة دسوق بكفر الشيخ.
- مولد أبو الحسن الشاذلي (البحر الأحمر): يتم الاحتفال بمولد الشيخ أبو الحسن الشاذلي الذي يُعد أحد الأقطاب الصوفية في شهر رجب في مدينة البحر الأحمر. هذا المولد يتميز بالاحتفالات الصوفية والذكر والمديح.
- مولد المرسي أبو العباس: في الاسكندرية حيث يشهد هذا المولد إقبالاً كبيراً من أهل المدينة وزوارها، حيث يقوم الناس بزيارة مقام العارف بالله.

موالد أخرى في بعض المدن المصرية مثل مولد العارف بالله في الأقصر ومولد الرفاعي ومولد الشيخ عبد الواحد في المنيا وغيرها.

### الموالد القبطية
ترتبط بذكرى ميلاد بعض الشخصيات الدينية المسيحية، مثل القديسين والمبشرين. هذه الاحتفالات تُعتبر جزءًا من التقاليد الدينية المسيحية في مصر، وتشمل الصلاة، والاحتفالات الروحية، والطعام التقليدي، والزيارات للأديرة والكنائس، وأبرزها:
- مولد السيدة العذراء مريم: يحتفل المسيحيون في مصر بذكرى ميلاد السيدة العذراء مريم في 8 سبتمبر من كل عام. يُعتبر هذا المولد من أهم المناسبات المسيحية، حيث تقام الاحتفالات في العديد من الكنائس القبطية والأديرة المنتشرة في أنحاء مصر، وخاصة في دير السيدة العذراء في جبل الطير في المنيا، حيث يعتبر هذا المكان من أقدس المواقع المرتبطة بالعذراء مريم.
- مولد القديس مار جرجس: يُحتفل بمولد القديس مار جرجس، الذي يُعد واحدًا من أهم القديسين في الكنيسة القبطية الأرثوذكسية، في 23 إبريل من كل عام. يُنظم الاحتفال في العديد من الكنائس المكرسة له، مثل كنيسة مار جرجس في طنطا، حيث يقام المولد وتُقام الصلاة والدعاء وتوزيع الحلوى والزهور.
- مولد القديسين الأنبا بولا والأنبا أنطونيوس: يحتفل المسيحيون في مصر بمولد هذين القديسين في 15 هاتور (تاريخ القبطي)، ويُعتبر هذا الاحتفال مرتبطًا بالعديد من الأديرة في صعيد مصر، وخاصة في دير الأنبا أنطونيوس ودير الأنبا بولا. يُعتبر هذان القديسان من أوائل الرهبان في التاريخ المسيحي، والمولد يُعد فرصة للتجمع والاحتفال بتعاليمهم الروحية.
- مولد القديس مار مينا: يعتبر مولد القديس مار مينا من أبرز الموالد المسيحية في مصر، حيث يُحتفل به في 24 هاتور، ويُقام الاحتفال في دير مار مينا في مريوط بالقرب من الإسكندرية. يشارك في هذا المولد العديد من المسيحيين الذين يزورون الدير طلبًا للبركة والشفاء.

## في السينما والإعلام

صورة من أوبريت الليلة الكبيرة، والذي يستعرض ملامح الموالد في مصر.

أرتبطت الموالد إرتباطاًً كبير بالعديد من الأعمال الفنية المصرية سواء مسلسلات أو أفلام أو مسرحيات، ومنها:
- أوبريت الليلة الكبيرة، تم انتاجه عام 1961 من اتحاد الإذاعة والتلفزيون من تأليف صلاح جاهين وتلحين سيد مكاوي وإخراج صلاح السقا، وهو يعد من أشهر الأوبريتات الغنائية التي تناولت كافة المعالم والأنشطة الفلكلورية في الموالد في مصر.
- فيلم مولد يا دنيا انتاج عام 1976
- فيلم المولد من بطولة عادل إمام ويسرا وإخراج سمير سيف، وأنتج عام 1989
- فيلم الليلة الكبيرة تم انتاجه عام 2015 ومن إخراج سامح عبد العزيز.